# Alcaide (palacio)
El alcaide era el jefe local de palacio y el encargado de la custodia, conservación y orden interior en todos sus departamentos.
A él correspondía distribuir las habitaciones a las personas de la real servidumbre que vivían en palacio: cuidar de la custodia y conservación de los adornos, muebles, tapicerías y demás efectos de la Real casa, cámara y capilla, los que no podía entregar sin orden del rey, comunicada por el intendente:
- guardar las llaves doradas de la Real casa y entregarlas bajo recibo a los Gentiles hombres que el rey nombrara, recogiéndolas a su fallecimiento
- guardar en igual forma las llaves de los ayudas de Cámara del Rey cuando los hubiera y las de furriera
- poner a disposición de los jefes de la etiqueta de la Real casa, cámara y capilla las insignias de la dignidad real y demás necesarios para los actos de ceremonia recogiéndolos a su tiempo
- llevar una matrícula de los empleados y criados de la leal servidumbre que vivían en palacio como también de todas las personas que componían sus familias y otra de los que vivían fuera de palacio y de los de las oficios de la Real casa y patrimonio, al efecto de arreglar el goce de sus emolumentos
- cuidar de que los empleados de la Real casa y patrimonio estuvieran bien asistidos en sus dolencias por los facultativos de familia los que estarán subordinados al mismo alcaide
- cuidar de celar la puntual ejecución de las obras de Palacio y conservar el depósito de materiales y herramientas necesarias para las mismas.

El Alcaide debía habitar precisamente en palacio y tenía a su cargo las llaves de las reales habitaciones y las demás de palacio excepto las de las puertas principales de entrada que se hallan a disposicioón del capitán de guardias de la Real persona. Los oficios de la Real Casa que no dependían inmediatamente de la intendencia, los criados de planta de la servidumbre interior de palacio que no pertenecían a los ramos de etiqueta y cuantos se ocupaban temporalmente en palacio estaban subordinados al alcaide.